# Datu Blah T. Sinsuat
Datu Blah T. Sinsuat là một đô thị ở tỉnh Maguindanao, Philippines. 
Đô thị này đã từng thuộc tỉnh Shariff Kabunsuan từ tháng 10 năm 2006 cho đến khi tỉnh bị giải thế bới Tối cao pháp viện Philipin tháng 7 năm 2008.

## Các đơn vị hành chính
Datu Blah T. Sinsuat được chia ra 12 barangay.
| - Kinimi - Laguitan - Lapaken - Matuber - Meti - Nalkan | - Penansaran - Resa - Sedem - Sinipak - Tambak - Tubuan |